# Sherwood, Arkansas
Sherwood là một thành phố thuộc quận Pulaski trong tiểu bang Arkansas, Hoa Kỳ. Thành phố có diện tích km2, dân số theo điều tra năm 2000 của Cục điều tra dân số Hoa Kỳ là người, dân số năm 2005 là 23.149 người. Kể từ đó, thành phố này đã sáp nhập Gravel Ridge vào sau cuộc bỏ phiếu năm 2008.